# خوان كاياسو
خوان كاياسو (بالإسبانية: Juan Cayasso)‏ (و. 1961  م) هو لاعب كرة قدم، ومدرب كرة قدم كوستاريكي، شارك في كأس العالم 1990، والألعاب الأولمبية الصيفية 1984، مركز لعبه هو لاعب وسط.

## روابط خارجية
- جوان كاياسو على موقع الاتحاد الدولي (مؤرشف)  (الإنجليزية)
- جوان كاياسو على موقع قاعدة بيانات كرة القدم.إي يو (الإنجليزية)
- جوان كاياسو على موقع بيانات كرة القدم. دي إي (الألمانية)
- جوان كاياسو على موقع ناشيونال فوتبول تيمز (الإنجليزية)
- جوان كاياسو على موقع أوليمبيديا (الإنجليزية)